# Camp de l'Antoniana
L'Antoniana és un camp de futbol de la ciutat de Mallorca, situat al costat nord del carrer Uruguai, a l'encreuament amb el carrer del General Riera, devora del velòdrom Palma Arena. Es troba al barri del Camp Redó i actualment és el camp de futbol més antic de Palma; és de gespa artificial i té aforament per a uns 300 espectadors. Hi disputa els seus partits oficials la SCE Independent (Camp Redó), equip de categoria regional de Mallorca.
La societat catòlica palmesana Joventut Antoniana va decidir construir un terreny de joc propi per a la seva secció de futbol, existent des del 1917. Fou inaugurat el dia d'any nou del 1935 amb un partit entre els propietaris del terreny i l'Athletic FC, que acabà amb victòria local per 4-2. En fou la seva seu fins que la secció de futbol desaparegué, i posteriorment va acollir a altres clubs fins a la fundació l'any 1967 del seu actual ocupador: la SCE Independent (Camp Redó).
Atesa la seva pertinença a la Universitat de les Illes Balears, el terreny va esser exclòs del pla de millora dels camps de titularitat municipal de Palma dut a terme des de 2003. A causa d'això el l'estat va anar empitjorant i durant uns anys va ser el sol camp de terra que restava a la ciutat, malgrat les promeses polítiques i les protestes del veïnats.
Després d'anys d'espera, durant el mes de maig de 2017 es varen dur a terme les obres de reforma per instal·lar-hi gespa artificial. El 19 de juny del mateix any varen inaugurar-se les noves instal·lacions.